# Division
Division – szósty album japońskiego zespołu the GazettE, z pogranicza rocka, metalcore i industrial metalu. Został wydany 29 sierpnia 2012 roku w Japonii nakładem wytwórni Sony Music Records Japan współpracującej bezpośrednio z PS Company, zaś w krajach europejskich i Stanach Zjednoczonych 1 października 2012 roku nakładem JPU Records. Wszystkie teksty piosenek napisał Takanori Matsumoto. Album uplasował się na 4. miejscu rankingu tygodniowego Oricon.

## Lista utworów

### Na edycji regularnej
czas trwania – 45:18
1. "[XI] (jap. イレブン)"
2. "Gabriel on the Gallows (jap. ガブリエル・オン・ザ・ギャロウズ)"
3. "Derangement (jap. ディレンジメント)"
4. "Dripping Insanity (jap. ドリッピング・インサニティ)"
5. "Yoin (jap. 余韻)"
6. "Ibitsu (jap. 歪)"
7. "Kagefumi (jap. 影踏み)"
8. "Kago no Sanagi (jap. 籠の蛹)"
9. "Hedoro (jap. ヘドロ)"
10. "Attitude (jap. アティチュード)"
11. "Required Malfunction (jap. リクワイヤード・マルファンクション)"
12. "[Melt] (jap. メルト)"

### Na edycji limitowanej
czas trwania – 48: 14
Dysk pierwszy Fragment (Vein):
1. "[Depth] (jap. デプス)"
2. "Ibitsu (jap. 歪)"
3. "Kago no Sanagi (jap. 籠の蛹)"
4. "Hedoro (jap. ヘドロ)"
5. "Kagefumi (jap. 影踏み)"
6. "Yoin (jap. 余韻)"
7. "[Diplosomia] (jap. ディプロソミア)"

Dysk drugi Binding Site (zawiera teledyski):
1. "Ibitsu (jap. 歪 PV)"
2. "[Diplosomia] (PV)"
3. "DERANGEMENT (PV)"

Dysk trzeci Artery:
1. "[XI] (jap. イレブン)"
2. "Derangement (jap. ディレンジメント)"
3. "Required Malfunction (jap. リクワイヤード・マルファンクション)"
4. "Dripping Insanity (jap. ドリッピング・インサニティ)"
5. "Attitude (jap. アティチュード)"
6. "Gabriel on the Gallows (jap. ガブリエル・オン・ザ・ギャロウズ)"
7. "[Melt] (jap. メルト)"